# Josephine Hutchinson
Pour les articles homonymes, voir Hutchinson.
Josephine Hutchinson est une actrice américaine, née à Seattle (État de Washington, États-Unis) le 12 octobre 1903, décédée à New York (État de New York, États-Unis) le 4 juin 1998.

## Biographie
Excepté un petit rôle non crédité (à 13 ans) dans le film muet La Petite Princesse (sorti en 1917), Josephine Hutchinson débute véritablement au cinéma en 1934, participant en tout à trente-et-un films américains, le dernier en 1970. Deux de ses films les plus connus sont Le Fils de Frankenstein (rôle d’Elsa von Frankenstein), en 1939, et La Mort aux trousses (rôle de Mme Townsend) d'Alfred Hitchcock, en 1959.
À la télévision, elle apparaît dans trente-neuf séries et deux téléfilms, de 1955 à 1974.
Au théâtre, Josephine Hutchinson joue à Broadway (New York) de 1925 à 1933, exclusivement dans des pièces, collaborant notamment à plusieurs reprises avec l'actrice et metteur en scène Eva Le Gallienne.

## Filmographie partielle

### Au cinéma
- 1917 : La Petite Princesse (The Little Princess) de Marshall Neilan (petit rôle non crédité)
- 1934 : Rayon d'amour (Happiness Ahead) de Mervyn LeRoy
- 1935 : The Right to Live de William Keighley
- 1935 : Lampes de Chine (Oil for the Lamps of China) de Mervyn LeRoy
- 1935 : The Melody lingers on de David Burton

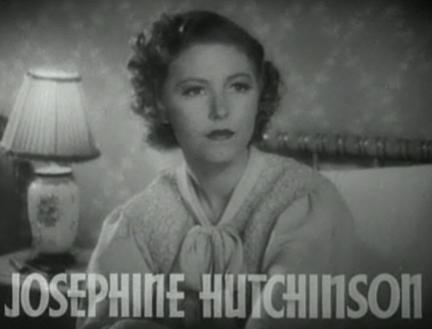
Dans Sa vie secrète (1936)

- 1936 : La Vie de Louis Pasteur (The Story of Louis Pasteur) de William Dieterle
- 1936 : Sa vie secrète (I married a Doctor) d'Archie Mayo
- 1937 : Mountain Justice de Michael Curtiz
- 1938 : The Crime of Doctor Hallet de S. Sylvan Simon
- 1939 : Le Fils de Frankenstein (Son of Frankenstein) de Rowland V. Lee
- 1940 : My Son, My Son ! de Charles Vidor
- 1940 : Tom Brown étudiant (Tom Brown's School Days) de Robert Stevenson
- 1941 : Son premier baiser (Her First Beau) de Theodore Reed
- 1946 : Quelque part dans la nuit (Somewhere in the Night) de Joseph L. Mankiewicz
- 1947 : Éternel Tourment (Cass Timberlane) de George Sidney
- 1948 : The Tender Years d'Harold D. Schuster
- 1949 : Adventure in Baltimore (en) de Richard Wallace
- 1952 : La Furie du désir (Ruby Gentry) de King Vidor
- 1952 : Ruse d'amour (Love Is Better Than Ever) de Stanley Donen
- 1955 : L'Aventure fantastique (Many Rivers to cross) de Roy Rowland
- 1956 : Immortel Amour de Rudolph Maté
- 1957 : Une arme pour un lâche (Gun for a Coward) d'Abner Biberman
- 1958 : Sing Boy Sing d'Henry Ephron
- 1959 : La Mort aux trousses (North by Northwest) d'Alfred Hitchcock
- 1960 : Les Aventuriers du fleuve (The Adventures of Huckleberry Finn) de Michael Curtiz
- 1960 : Walk Like a Dragon de James Clavell
- 1965 : Le Sillage de la violence (Baby the Rain must fall) de Robert Mulligan
- 1966 : Nevada Smith d'Henry Hathaway
- 1970 : Rabbit, Run de Jack Smight

### À la télévision

#### Séries
- 1958 : Première série Perry Mason
  - Saison 1, épisode 30 The Case of the Screaming Woman (1958) d'Andrew V. McLaglen
  - Saison 2, épisode 28 The Case of the Spanish Cross (1959)
  - Saison 4, épisode 20 The Case of the Barefaced Witness (1961) de László Benedek
  - Saison 5, épisode 21 The Case of the Mystified Miner (1962) de Francis D. Lyon
- 1959-1967 : Gunsmoke ou Police des plaines (Gunsmoke ou Marshal Dillon)
  - Saison 5, épisode 4 Johnny Red (1959) de Buzz Kulik
  - Saison 12, épisode 27 Ladies from St. Louis (1967)
- 1960 : La Grande Caravane (Wagon Train)
  - Saison 3, épisode 21 The Tom Tuckett Story
- 1960 : L'Homme à la carabine (The Rifleman)
  - Saison 2, épisode 31 The Prodigal de Don McDougall
- 1961 : Échec et mat (Checkmate)
  - Saison 1, épisode 20 A Matter of Conscience
- 1962 : Le Gant de velours (The New Breed)
  - Saison unique, épisode 20 Mr. Weltschmerz de Joseph Pevney
- 1962 : Rawhide
  - Saison 4, épisode 20 Grandma's Money de Sobey Martin
- 1962 : La Quatrième Dimension (The Twilight Zone)
  - Saison 3, épisode 35 La Fée électrique (I sing the Body Electric) de James Sheldon et William F. Claxton
- 1964 : Première série L'Homme à la Rolls (Burke's Law)
  - Saison 1, épisode 30 Who killed the Eleventh Best Dressed Woman in the World ? de Don Weis
- 1964 : Le Jeune Docteur Kildare (Dr. Kildare)
  - Saison 4, épisode 4 The Last Leaves on the Tree
- 1968 : Les Règles du jeu (The Name of the Game)
  - Saison 1, épisode 5 Nightmare d'Alvin Ganzer
- 1969-1970 : Sur la piste du crime (The F.B.I.)
  - Saison 5, épisode 15 The Doll Courier (1969)
  - Saison 6, épisode 6 Time Bomb de Virgil W. Vogel (1970)
- 1970 : Bonanza
  - Saison 12, épisode 9 The Love Child de Michael Landon
- 1971 : La Nouvelle Équipe (The Mad Squad)
  - Saison 3, épisode 14 A Short Course in War
- 1971 : Mannix
  - Saison 5, épisode 1 Dark so early, Dark so long de John Llewellyn Moxey
- 1971 : La Famille des collines (The Waltons)
  - Saison 1, épisode pilote The Homecoming : A Christmas Story de Fielder Cook
- 1972 : Le Sixième Sens (The Sixth Sense)
  - Saison 2, épisode 8 And Scream by the Light of the Moon, the Moon de John Newland
- 1974 : La Petite Maison dans la prairie (Little House on the Prairie)
  - Saison 1, épisode 6 La Veillée funèbre (If I should wake before I die) : Amy Hearn

#### Téléfilms
- 1968 : Ombre sur Elveron (Shadow over Elveron) de James Goldstone
- 1971 : Travis Logan, D.A. de Paul Wendkos

## Théâtre

### Pièces jouées à Broadway
- 1925 : The Bird Cage de Fernand Beissier
- 1925-1926 : A Man's Man de Patrick Kearney
- 1926 : The Unchastened Woman de Louis K. Anspacher (en), avec Violet Kemble-Cooper (adaptée au cinéma en 1925)
- 1926-1927 : La Nuit des rois, ou Ce que vous voudrez (Twelfth Night, or What you will) de William Shakespeare, mise en scène (et avec) Eva Le Gallienne
- 1927 : Canción de cuna (The Craddle Song) de Gregorio et María Martínez Sierra, adaptation John Garrett Underhill, mise en scène Eva Le Gallienne, avec J. Edward Bromberg, Alma Kruger
- 1927 : Inheritors de Susan Glaspell, mise en scène Eva Le Gallienne, avec J. Edward Bromberg, Eva Le Gallienne
- 1927 : Op Hoop van Zegen (en) (The Good Hope) d'Herman Heijermans, adaptation Lillian Saunders et Caroline Heijermans-Houwink, avec J. Edward Bromberg, Alma Kruger, Eva Le Gallienne
- 1927 : Ranke Viljer, og 2 x 2 = 5 (2 X 2 = 5) de Gustav Wied, adaptation Ernest Boyd et Holger Kopper, avec J. Edward Bromberg, Alma Kruger
- 1928 : The First Stone de Walter Ferris, mise en scène Eva Le Gallienne, avec Alma Kruger, Eva Le Gallienne
- 1928 : Improvisations in June de Max Mohr, adaptation Susanne Behn, mise en scène Eva Le Gallienne, avec J. Edward Bromberg, Eva Le Gallienne
- 1928 : Hedda Gabler d'Henrik Ibsen, adaptation Eva Le Gallienne et Paul Leyssac, mise en scène Eva Le Gallienne, avec Alma Kruger, Eva Le Gallienne
- 1928-1929 : La Cerisaie (The Cherry Orchard) d'Anton Tchekhov, adaptation Constance Garnett, mise en scène Eva Le Gallienne, avec Alla Nazimova (en 1928 uniquement), J. Edward Bromberg, Eva Le Gallienne
- 1928 : Peter Pan, d'après les écrits de J. M. Barrie, mise en scène Eva Le Gallienne et J. Blake Scott, avec J. Edward Bromberg, Eva Le Gallienne
- 1929 : La Mouette (The Seagull) d'Anton Tchekhov, adaptation Constance Garnett, mise en scène Eva Le Gallienne
- 1929 : Mademoiselle Bourrat (même titre en anglais) de Claude Anet, mise en scène Eva Le Gallienne, avec Alma Kruger
- 1929-1930 : Le Cadavre vivant (ru) (Живой труп, The Living Corpse) de Léon Tolstoï, avec J. Edward Bromberg, Alma Kruger, Eva Le Gallienne
- 1930 : The Women have their Way de Joaquín et Serafín Álvarez Quintero, mise en scène Eva Le Gallienne, avec J. Edward Bromberg, Eva Le Gallienne
- 1930-1931 : Alison's House de Susan Glaspell, mise en scène Eva Le Gallienne, avec Howard Da Silva, Alma Kruger, Eva Le Gallienne
- 1931 : La Dame aux camélias (Camille) d'Alexandre Dumas fils (d'après son roman éponyme), adaptation Henriette Metcaff, mise en scène Constance Collier, avec Howard Da Silva, Alma Kruger, Eva Le Gallienne
- 1932 : Dear Jane d'Eleanor Holmes Hinkley, mise en scène et production Eva Le Gallienne, avec Howard Da Silva, Eva Le Gallienne, Joseph Schildkraut
- 1932-1933 : Alice au pays des merveilles (Alice in Wonderland), adaptation Eva Le Gallienne et Florida Friebus, d'après les écrits de Lewis Carroll, mise en scène Eva Le Gallienne, décors Irene Sharaff, avec Howard Da Silva, Eva Le Gallienne, Burgess Meredith, Joseph Schildkraut
- 1933 : La Cerisaie (The Cherry Orchard) d'Anton Tchekhov, reprise, mise en scène et production Eva Le Gallienne, avec Howard Da Silva, Eva Le Gallienne, Alla Nazimova